# Сухой (Ужгородский район)
Сухой (укр. Сухий) — село в Ставненской сельской общине Ужгородского района Закарпатской области Украины.
Население по переписи 2001 года составляло 187 человек. Почтовый индекс — 89030. Телефонный код — 03135. Занимает площадь 39,72 км². Код КОАТУУ — 2120886403.